# Lindackeria poggei
Lindackeria poggei är en tvåhjärtbladig växtart som först beskrevs av Gürke, och fick sitt nu gällande namn av Ernest Friedrich Gilg. Lindackeria poggei ingår i släktet Lindackeria och familjen Achariaceae. Inga underarter finns listade i Catalogue of Life.